# Armoiries de la province de Luxembourg
Ne doit pas être confondu avec Armoiries du Limbourg et du Luxembourg ou Armoiries du Luxembourg.
Les armoiries de la province de Luxembourg sont utilisées par la province de Luxembourg en Belgique. 
Elles proviennent des armoiries du Limbourg et du Luxembourg.

## Description
Les armoiries sont en vigueur depuis la création de la province de Luxembourg en 1839. Elles se basent sur celles de l'ancien Grand-duché de Luxembourg, reprenant les armoiries du Limbourg et du Luxembourg.
| Ensemble     | Description | Origines | |
| ------------ | --- | --- | --- |
|              | Burelé d'argent et d'azur au lion de gueules à la queue fourchée et passée en sautoir, armé, lampassé et couronné d'or brochant sur le tout: couronne ducale fermée doublée de gueules et à retroussis d’hermine. | Armoiries du Limbourg et du Luxembourg                                                                                                 | |
| En vigueur : | Création de la province de Luxembourg après la scission du Grand-duché de Luxembourg par le traité des XXIV articles du 19 avril 1839.                                                                            | Création de la province de Luxembourg après la scission du Grand-duché de Luxembourg par le traité des XXIV articles du 19 avril 1839. | Création de la province de Luxembourg après la scission du Grand-duché de Luxembourg par le traité des XXIV articles du 19 avril 1839. |

## Utilisation
- Lors de l'adoption du drapeau de la province de Luxembourg par le conseil provincial du 3 mars 1955, les armoiries provinciales ont été ajoutées au drapeau du Luxembourg afin de différencier ces deux-ci mais aussi dans le but[2] de rappeler l'union des deux territoires avant la scission du Grand-duché de Luxembourg par le traité des XXIV articles du 19 avril 1839.
- Le drapeau du gouverneur de la province de Luxembourg se compose du drapeau belge sur lequel ont été ajoutées les armoiries provinciales, à gauche, dans la couleur noire.
- Le drapeau du pays d'Arlon s'en inspire.

Le drapeau de la province de Luxembourg ne diffère du drapeau de l'état du Luxembourg que par la présence des armoiries provinciales, au centre de celui-ci.
Drapeau du gouverneur de la province de Luxembourg.
Drapeau du Pays d'Arlon.
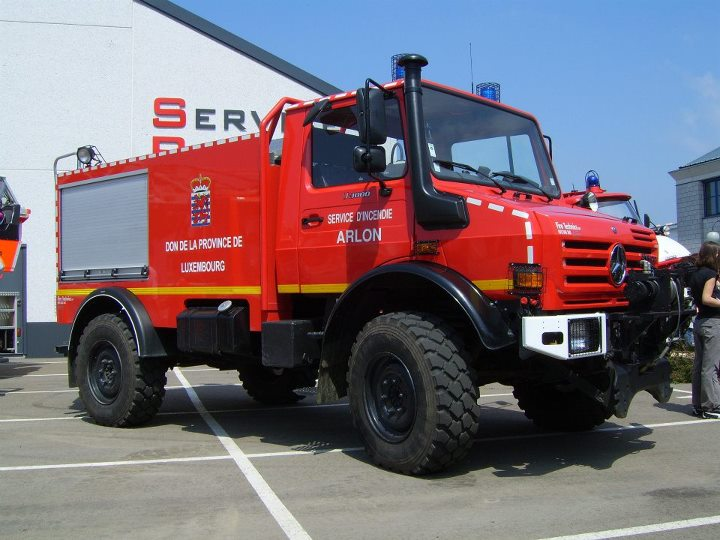
Un camion de pompier de la zone de secours Luxembourg où apparaissent les armoiries provinciales.